# Chaerilus andamanensis
Espèce
Chaerilus andamanensis est une espèce de scorpions de la famille des Chaerilidae.

## Distribution
Cette espèce est endémique des îles Andaman en Inde. Elle se rencontre sur Petite Andaman.

## Description
Le mâle holotype mesure 24,4 mm.

## Étymologie
Son nom d'espèce, composé de andaman et du suffixe latin -ensis, « qui vit dans, qui habite », lui a été donné en référence au lieu de sa découverte, les îles Andaman.

## Publication originale
- Lourenço, Duhem & Leguin, 2011 : The genus Chaerilus Simon, 1877 (Scorpiones, Chaerilidae) in the Indian Ocean Islands and description of a new species. Euscorpius, no 110, p. 1-8 (texte intégral).